# 斉郡
斉郡（齊郡、せい-ぐん）は、中国にかつて存在した郡。秦代から隋代にかけて、現在の山東省に設置された。

## 概要
紀元前221年（始皇26年）、秦が斉を滅ぼすと、臨淄に斉郡が置かれた。紀元前206年、項羽が諸王を分封すると、田都が斉王となり、斉国が置かれた。
紀元前203年（前漢の高帝4年）、韓信が斉王となり、斉国が置かれた。紀元前202年（高帝5年）、韓信が楚王に徙封されると、斉国は臨菑郡・済北郡・膠東郡・琅邪郡に分割された。紀元前201年（高帝6年）、皇子劉肥が斉王となり、臨菑郡・博陽郡・済北郡・膠東郡・膠西郡・琅邪郡・城陽郡の7郡73県を管轄する斉国が置かれた。紀元前165年（文帝15年）、劉肥の孫の斉王劉則が死去すると、斉国は廃止されて、臨菑郡が置かれた。紀元前164年（文帝16年）、劉肥の子の楊虚侯劉将閭が斉王となり、斉国が置かれた。紀元前127年（元朔2年）、劉将閭の孫の斉王劉次昌が自殺すると、斉国は廃止されて、斉郡が置かれた。紀元前117年（元狩6年）、武帝の子の劉閎が斉王となり、斉国が置かれた。紀元前110年（元封元年）、斉王劉閎が死去すると、斉国は廃止されて、斉郡が置かれた。斉郡は青州に属し、臨菑・西安・昌国・利・臨朐・広・広饒・鉅定・昭南・北郷・平広・台郷の12県を管轄した。『漢書』によれば、前漢末に15万4826戸、55万4444人があった。
| 前206年 | 前202年 | 前202年 | 前201年 | 前201年 | 前187年 | 前187年 | 前181年 | 前181年 | 前178年 | 前178年 | 前165年 | 前164年 | 前154年 | 前153年 | 前122年 | 前106年 | 前106年 | 前48年 |
| 済北国  | 斉国    | 済北郡  | 斉国    | 済北郡  | 斉国    | 済北郡  | 斉国    | 済北郡  | 済北国  | 済北国  | 済北郡  | 済北国  | 済北国  | 済北国  | 済北国  | 兗州    | 済北国  | 泰山郡 |
| 済北国  | 斉国    | 済北郡  | 斉国    | 済北郡  | 斉国    | 済北郡  | 斉国    | 済北郡  | 済北国  | 済北国  | 済北郡  | 済北国  | 済北国  | 済北国  | 泰山郡  | 兗州    | 泰山郡  | 泰山郡 |
| 済北国  | 斉国    | 済北郡  | 斉国    | 済北郡  | 斉国    | 済北郡  | 斉国    | 済北郡  | 済北国  | 済北国  | 済北郡  | 済北国  | 済北国  | 済北国  | 平原郡  | 青州    | 平原郡  | 平原郡 |
| 済北国  | 斉国    | 済北郡  | 斉国    | 博陽郡  | 呂国    | 呂国    | 済川国  | 済川国  | 済北国  | 済北国  | 済南郡  | 済南国  | 済南郡  | 済南郡  | 済南郡  | 青州    | 済南郡  | 済南郡 |
| 膠東国  | 斉国    | 膠東郡  | 斉国    | 膠東郡  | 斉国    | 膠東郡  | 斉国    | 膠東郡  | 斉国    | 膠東郡  | 膠東郡  | 膠東国  | 膠東郡  | 膠東国  | 膠東国  | 青州    | 膠東国  | 膠東国 |
| 膠東国  | 斉国    | 膠東郡  | 斉国    | 膠東郡  | 斉国    | 膠東郡  | 斉国    | 膠東郡  | 斉国    | 膠東郡  | 膠東郡  | 膠東国  | 東萊郡  | 東萊郡  | 東萊郡  | 青州    | 東萊郡  |        |
| 斉国    | 斉国    | 臨菑郡  | 斉国    | 臨菑郡  | 斉国    | 臨菑郡  | 斉国    | 臨菑郡  | 斉国    | 臨菑郡  | 臨菑郡  | 斉国    | 斉国    | 斉国    | 斉郡    | 青州    | 斉郡    | 斉郡   |
| 斉国    | 斉国    | 臨菑郡  | 斉国    | 臨菑郡  | 斉国    | 臨菑郡  | 斉国    | 臨菑郡  | 斉国    | 臨菑郡  | 臨菑郡  | 斉国    | 斉国    | 斉国    | 斉郡    | 青州    | 千乗郡  | 千乗郡 |
| 斉国    | 斉国    | 臨菑郡  | 斉国    | 臨菑郡  | 斉国    | 臨菑郡  | 斉国    | 臨菑郡  | 斉国    | 臨菑郡  | 臨菑郡  | 菑川国  | 菑川郡  | 菑川国  | 菑川国  | 青州    | 菑川国  | 菑川国 |
| 斉国    | 斉国    | 琅邪郡  | 斉国    | 膠西郡  | 斉国    | 膠西郡  | 斉国    | 膠西郡  | 斉国    | 膠西郡  | 膠西郡  | 膠西国  | 膠西郡  | 膠西国  | 膠西国  | 青州    | 膠西郡  | 高密国 |
| 斉国    | 斉国    | 琅邪郡  | 斉国    | 膠西郡  | 斉国    | 膠西郡  | 斉国    | 膠西郡  | 斉国    | 膠西郡  | 膠西郡  | 膠西国  | 北海郡  | 北海郡  | 北海郡  | 青州    | 北海郡  | 北海郡 |
| 斉国    | 斉国    | 琅邪郡  | 斉国    | 琅邪郡  | 斉国    | 琅邪郡  | 琅邪国  | 琅邪国  | 斉国    | 琅邪郡  | 琅邪郡  | 琅邪郡  | 琅邪郡  | 琅邪郡  | 琅邪郡  | 徐州    | 琅邪郡  | 琅邪郡 |
| 斉国    | 斉国    | 琅邪郡  | 斉国    | 城陽郡  | 城陽郡  | 城陽郡  | 城陽郡  | 城陽郡  | 城陽国  | 城陽国  | 城陽郡  | 城陽国  | 城陽国  | 城陽国  | 城陽国  | 兗州    | 城陽国  | 城陽国 |

王莽のとき、済南郡と改称された。
後漢の初年、斉郡は張歩に占拠された。29年（建武5年）、張歩が後漢に降った。37年（建武13年）、太原王劉章が斉公に徙封され、斉国が置かれた。斉国は臨菑・西安・昌国・臨朐・広・般陽の6県を管轄した。
265年（西晋の泰始元年）、司馬攸が斉王となると、斉国が置かれた。斉国は臨淄・西安・東安平・広饒・昌国の5県を管轄した。
南朝宋のとき、斉郡は臨淄・西安・安平・般陽・広饒・昌国・益都の7県を管轄した。469年（泰始5年）、北魏の慕容白曜が東陽を占領すると、斉郡は北魏の統治下に入った。
北魏のとき、斉郡は臨淄・西安・安平・般陽・平昌・広饒・昌国・益都・広川の9県を管轄した。
583年（開皇3年）、隋が郡制を廃すると、斉郡は廃止されて、青州に編入された。607年（大業3年）に州が廃止されて郡が置かれると、斉州が斉郡と改称された。斉郡は歴城・祝阿・臨邑・臨済・鄒平・章丘・長山・高苑・亭山・淄川の10県を管轄した。
618年（武徳元年）、唐が建国されると、斉郡は斉州と改められ、斉郡の呼称は姿を消した。